# 克孜勒基亞
克孜勒基亞是吉爾吉斯的城鎮，由巴特肯州負責管轄，位於該國西南部，距離首府巴特肯150公里，始建於1898年，面積53平方公里，海拔高度1,058米，2009年人口44,144。